# Lydia Folger Fowler
Lydia Folger Fowler, nata Lydia Folger (Nantucket, 5 maggio 1823 – Londra, 26 gennaio 1879), è stata un medico, attivista, scienziata specializzata nella medicina eclettica statunitense, pioniera della medicina, professore in medicina e attivista. Fu la seconda donna americana a conseguire una laurea in medicina, dopo Elizabeth Blackwell, e una delle prime donne americane nel campo della medicina nonché una donna di spicco nella scienza. Ha sposato un frenologo e sua figlia, Jessie Allen Fowler, ha continuato le loro idee.

## Vita familiare
Lydia Folger nacque a Nantucket, nel Massachusetts, nel 1823, da Gideon e Eunice Macy Folger, una storica famiglia del Massachusetts discendente da Peter Foulger. Lydia era la bis-bis-bis nipote di Peter Foulger e Mary Morrill Foulger. Grazie a loro, era la prima cugina quattro volte lontana di Benjamin Franklin. Tra gli altri membri della famiglia si ricordano le cugine Lucretia Coffin Mott e Maria Mitchell e la zia paterna Phebe Folger Coleman. Lydia era anche un membro della famiglia di balenieri Starbuck di Nantucket attraverso la nonna paterna Elizabeth Starbuck Folger. Sua madre era in particolare un membro della famiglia Macy di Nantucket, i cui discendenti avrebbero poi dato vita ai grandi magazzini Macy's.
La Folger sposò Lorenzo Niles Fowler, un frenologo, il 19 settembre 1844. Lydia Folger Fowler si diede anche il soprannome di “signora L. N. Fowler” per incorporare le iniziali del marito nel suo nome. Incontrò Lorenzo a casa dello zio paterno, Walter Folger, Jr, un “eccentrico e famoso astronomo-navigatore di Nantucket”. Lorenzo e suo fratello, Orson Squire Fowler, erano noti frenologi; il New York Times annotò nel suo necrologio che “il Prof. Fowler aveva esaminato le teste di molti uomini illustri, tra cui Charles Dickens, Edgar Allan Poe, William Cullen Bryant, il Barone Rothschild, Li Hung Chang e Sir Henry Irving”.
Lydia e Lorenzo Fowler ebbero tre figlie: Amelia Mary Fowler, Loretta Fowler Piercy e Jessie Allen Fowler, anche lei diventata frenologa. Lydia Fowler era segretaria onoraria della British Women's Temperance Association, e Jessie succedette alla madre in quella posizione. Nel 1896, Jessie accompagnò il padre al suo ritorno in America e divenne redattrice del Fowler's Phrenological Journal. Jessie ereditò l'azienda di Fowler e Wells dopo la morte del padre e della zia, avvenuta nel 1896 e nel 1901. Continuò a scrivere e morì nel 1932.

## Formazione
La Folger frequentò il Wheaton Female Seminary nel Massachusetts all'età di 16 anni e iniziò a insegnare nel 1842 all'età di 20 anni. Lydia Folger e Lorenzo Folger partecipavano insieme a conferenze e conferenze itineranti. Lydia Folger si rivolgeva generalmente a un pubblico femminile. Questo periodo segnò anche l'inizio della sua carriera di scrittrice: nel 1847 pubblicò i suoi primi due libri: Lezioni familiari di fisiologia e Lezioni familiari di frenologia. Lydia Folger Fowler scrisse l'opera in due volumi per insegnare ad altre donne come insegnare la frenologia ai bambini. Lydia tenne molte presentazioni in cui indirizzava insegnanti e genitori su come insegnare ai loro figli a conoscere se stessi, poiché credeva che i bambini potessero lavorare per migliorare se stessi con una guida. Dopo aver stabilito una carriera di conferenziera e di scrittrice, iniziò a studiare medicina e conseguì un dottorato al Central Medical College di Syracuse, New York, nel 1850, una delle otto donne che entrarono nella prima scuola medica mista del Paese. Tra i suoi compagni di corso c'erano Myra King Merrick e Sarah Adamson Dolley. All'epoca, la scuola di medicina eclettica era l'unica a offrire l'ammissione alle donne. La medicina eclettica divenne popolare tra coloro che cercavano di evitare i metodi più duri della medicina professionale dell'epoca, come il salasso.
Divenne professore di ostetricia e malattie delle donne e dei bambini al Central Medical College. Il Central Medical College si sciolse nel 1852. Lydia Folger Fowler si laureò come seconda donna in America a conseguire una laurea in medicina, dopo Elizabeth Blackwell nel 1849. La Fowler fu infatti la prima donna nata in America a conseguire una laurea in medicina e anche la prima donna a presentarsi davanti a una società medica maschile.

## Carriera e impegno professionale
In seguito esercitò la professione medica a New York dal 1852 al 1860 e si iscrisse alla facoltà del Rochester Eclectic Medical College, diventando la prima donna docente in una scuola medica professionale americana. Durante la sua attività, condusse molti esami ginecologici e tenne un proprio studio chirurgico orientato alle pratiche omeopatiche. Nel 1862, la Fowler insegnò ostetricia al New York Hygeio-Therapeutic College. Lydia praticava la medicina con la prospettiva che la scienza avrebbe potuto migliorare il ruolo delle donne come responsabili della cura dei bambini. Utilizzò le conoscenze acquisite con la sua formazione medica per aiutare gli altri a superare gli ostacoli che le donne incontravano quando lavoravano in campo medico.

La Folger fu attiva nelle organizzazioni per i diritti delle donne, partecipò alla Convenzione di Seneca Falls e presiedette alla Women's Grand Temperance Demonstration nella Metropolitan Hall. Elizabeth Cady Stanton dedicò in seguito alla Folger la The History of Woman Suffrage (1881). La Fowler tenne anche frequenti conferenze al pubblico, soprattutto femminile, su questioni di igiene e salute. Il New York Tribune del 1855 descrisse una delle sue conferenze, in occasione di un programma sulla maternità sponsorizzato da P.T. Barnum:
Era vestita con un vestito di seta a righe molto larghe, che era tutt'altro fuorché un fiore. I capelli erano raccolti in un torciglione alla francese con riccioli davanti. Il suo viso è piacevole, ha occhi azzurri e solari e una bocca dolce. Mentre leggeva la sua conferenza, sventolava un fazzoletto elegantemente ricamato. Un buon numero di bambini erano presenti e hanno contribuito pienamente ai festeggiamenti, a volte quasi sommergendo la sua voce, che è a stento abbastanza forte per una conferenza.
Trasferitasi a Londra nel 1863, la Fowler divenne attiva nella British Women's Temperance Association e continuò a praticare la medicina e a istruire le donne sulla salute, l'educazione e la genitorialità. Alla fine del 1878 la Fowler si ammalò e morì il 26 gennaio 1879. È sepolta nel lato orientale del Cimitero di Highgate a Londra (lotto 23071).

## Pubblicazioni

### Destinatari giovani adulti
- Familiar Lessons on Physiology (1847, Fowler e Wells)
- Familiar Lessons on Phrenology (1847, Fowler e Wells)
- Familiar Lessons on Astronomy (1848)

### Trattati e conferenze sulla salute
- The Pet of the Household and How to Save It: Comprised  Twelve Lectures on Physiology (1865) (un manuale di educazione infantile che comprende una dozzina di lezioni della Fowler sulla cura dei bambini)
- Woman, Her Destiny and Maternal Relations; Or, Hints to the Single and Married (1864) (un trattato femminista)
- How to talk – the Tongue and the Language of Nature (1864)
- How to Preserve the Skin and Increase Personal Beauty (1864)
- How, When, and Where to Sleep (186?)
- The Brain and Nervous System: How to Secure their Healthy Action (186?)
- The Eye and Ear, and How to Preserve Them (186?)
- How to Secure a Healthy Spine and Vigorous Muscles (1864).

### Narrativa e poesia
- Nora: The Lost and Redeemed (Romanzo sulla temperanza del 1863)
- Heart-Melodies (Libro di poesie del 1870)

## Memorie

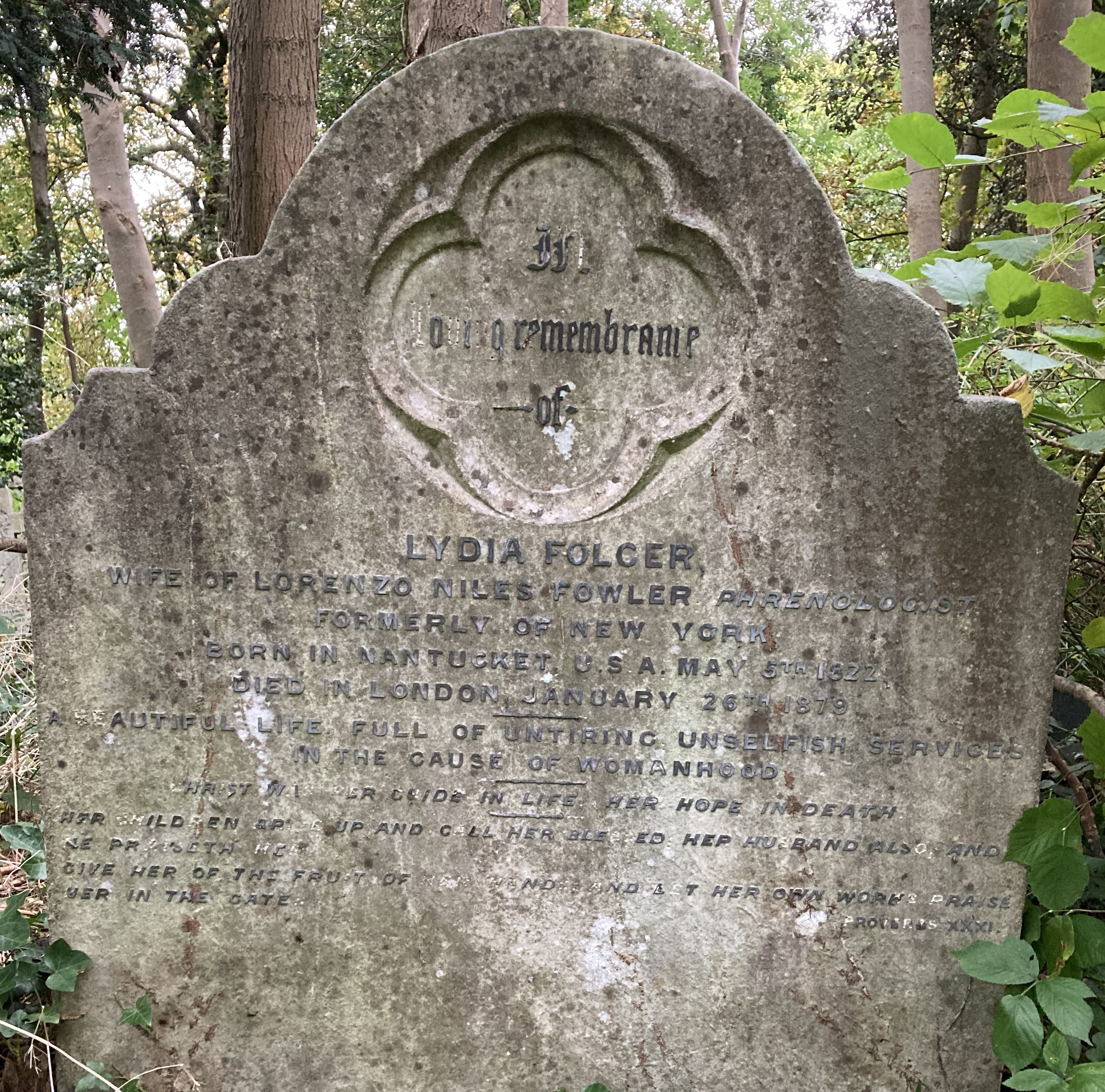
Grave of Lydia Fowler in Highgate Cemetery

La Fowler è sepolta sul lato orientale del Cimitero di Highgate a Londra (lotto 23071).
Il primo volume di History of Woman Suffrage, pubblicato nel 1881, recita: “QUESTI VOLUMI SONO AFFETTUOSAMENTE DEDICATI ALLA MEMORIA DI Mary Wollstonecraft, Frances Wright, Lucretia Mott, Harriet Martineau, Lydia Maria Child, Margaret Fuller, Sarah e Angelina Grimké, Josephine S. Griffing, Martha C. Wright, Harriot Kezia Hunt, M.D., Mariana W. Johnson, Alice e Phebe Carey, Ann Preston, M.D., Lydia Mott, Eliza W. Farnham, Lydia F. Fowler, M.D., Paulina Wright Davis, Le Cui Vite Sincere e Le Cui Parole Impavide, nel Richiedere I Diritti Politici per Le Donne, sono state, nella Preparazione di queste Pagine, una Costante Ispirazione Per I Redattori”.